# الفرعيين (عين كرمة)
الفرعيين هو دُوَّار يقع بجماعة الوادين، إقليم مولاي يعقوب، جهة فاس مكناس في المملكة المغربية. ينتمي الدوّار لمشيخة عين كرمة التي تضم 19 دوار. يقدر عدد سكانه بـ 183 نسمة حسب الإحصاء الرسمي للسكان والسكنى لسنة 2004.

## روابط خارجية
- البوابة الوطنية للجماعات الترابية
- المندوبية السامية للتخطيط